# Максим нашег доба
Максим нашег доба је југословенска телевизијска серија из 1968. године у којој глуми Мија Алексић а режисер је Здравко Шотра.

## Списак епизода
| Редни број | Назив епизоде          | Прво приказивање    |
| ---------- | ---------------------- | ------------------- |
| 1.         | Сиротињска забава      | 14. септембар 1968. |
| 2.         | Понос једне професије  | 21. септембар 1968. |
| 3.         | Милочер                | 5. октобар 1968.    |
| 4.         | Затвор као такав       | 12. октобар 1968.   |
| 5.         | Побећи из круга        | 19. октобар 1968.   |
| 6.         | Необичан просјак       | 26. октобар 1968.   |
| 7.         | Много чудне генерације | 2. новембар 1968.   |
| 8.         | Свечани пријем         | 9. новембар 1968.   |
| 9.         | Крај игре              | 16. новембар 1968.  |

## Улоге
| Глумац                 | Улога                                |
| ---------------------- | ------------------------------------ |
| Мија Алексић           | Максим (9 еп. 1968)                  |
| Александар Хрњаковић   | Конобар (4 еп. 1968)                 |
| Власта Велисављевић    | Тони, рецепционер (3 еп. 1968)       |
| Соња Хлебш             | Девојка (2 еп. 1968)                 |
| Бранислав Цига Јеринић | Директор (2 еп. 1968)                |
| Љиљана Седлар          | Гимназијалка (2 еп. 1968)            |
| Виктор Старчић         | Јованкин муж (2 еп. 1968)            |
| Предраг Тасовац        | Стева, картарош 1 (2 еп. 1968)       |
| Слободан Алигрудић     | Фискултурник (1 еп. 1968)            |
| Мирослав Бијелић       | Човек на шалтеру банке (1 еп. 1968)  |
| Северин Бијелић        | (1 еп. 1968)                         |
| Петар Божовић          | Михајло (1 еп. 1968)                 |
| Надежда Брадић         | Жена на сахрани (1 еп. 1968)         |
| Вера Чукић             | Максимова жена, Мачкица (1 еп. 1968) |
| Мира Динуловић         | Социјални радник (1 еп. 1968)        |
| Томанија Ђуричко       | Јованка (1 еп. 1968)                 |
| Вука Дунђеровић        | Домаћица 1 (1 еп. 1968)              |
| Капиталина Ерић        | Мила, жена Максимова (1 еп. 1968)    |

 Остале улоге ▼
| Глумац                    | Улога                                |
| ------------------------- | ------------------------------------ |
| Радован Гајић             | Максимов син (1 еп. 1968)            |
| Љиљана Газдић             | Максимова ћерка (1 еп. 1968)         |
| Милка Газикаловић         | (1 еп. 1968)                         |
| Милан Лане Гутовић        | (1 еп. 1968)                         |
| Олга Ивановић             | Варвара (1 еп. 1968)                 |
| Ђорђе Јелисић             | (1 еп. 1968)                         |
| Ксенија Јовановић         | Максимова жена (1 еп. 1968)          |
| Нада Касапић              | Максимова жена (1 еп. 1968)          |
| Петар Краљ                | Писац (1 еп. 1968)                   |
| Тома Курузовић            | Картарош 3 (1 еп. 1968)              |
| Татјана Лукјанова         | Максимова жена (1 еп. 1968)          |
| Славица Мараш             | Певачица (1 еп. 1968)                |
| Мира Марић                | (1 еп. 1968)                         |
| Бранислав Цига Миленковић | Максимов пријатељ (1 еп. 1968)       |
| Марија Милутиновић        | Максимова девојка (1 еп. 1968)       |
| Бранка Митић              | Максимова жена (1 еп. 1968)          |
| Ташко Начић               | Службеник у затвору (1 еп. 1968)     |
| Ђорђе Ненадовић           | Аксентијевић, аквизитер (1 еп. 1968) |
| Драгица Новаковић         | Домаћица 2 (1 еп. 1968)              |
| Васа Пантелић             | (1 еп. 1968)                         |
| Михајло Бата Паскаљевић   | Гардеробер у затвору (1 еп. 1968)    |
| Софија Перић Нешић        | (1 еп. 1968)                         |
| Слободан Цица Перовић     | Човек на рекреацији (1 еп. 1968)     |
| Богољуб Петровић          | (1 еп. 1968)                         |
| Ирена Просен              | Службеница у банци (1 еп. 1968)      |
| Милан Срдоч               | Милиционер 1 (1 еп. 1968)            |
| Олга Станисављевић        | (1 еп. 1968)                         |
| Златибор Стоимиров        | Милиционер 2 (1 еп. 1968)            |
| Зоран Стојиљковић         | Конобар 1 (1 еп. 1968)               |
| Добрила Стојнић           | Максимова ћерка (1 еп. 1968)         |
| Мира Ступица              | (1 еп. 1968)                         |
| Вера Томановић            | (1 еп. 1968)                         |
| Миливоје Мића Томић       | Максимов пријатељ (1 еп. 1968)       |
| Еуген Вербер              | Картарош 2 (1 еп. 1968)              |
| Милорад Миша Волић        | Рибар (1 еп. 1968)                   |
| Милош Жутић               | Инспектор (1 еп. 1968)               |

Комплетна ТВ екипа ▼
| Редитељ                   | Здравко Шотра       | (9 еп. 1968)                       |
| Сценариста                | Васа Поповић        | (9 еп. 1968)                       |
| Композитор                | Војислав Костић     | (9 еп. 1968)                       |
| Директор фотографије      | Војислав Лукић      | (9 еп. 1968)                       |
| Монтажер                  | Александар Ћетковић | (8 еп. 1968)                       |
| Сценограф                 | Дора Душановић      | (9 еп. 1968)                       |
| Костимограф               | Зорица Ружић        | (9 еп. 1968)                       |
| Менаџер продукције        | Слободан Ђорђевић   | вођа снимања (9 еп. 1968)          |
| Помоћник режије           | Божидар Матковић    | помоћник редитеља (9 еп. 1968)     |
| Одсек за звук             | Петар Дујић         | микроман (9 еп. 1968)              |
| Одсек за звук             | Душан Станчевић     | тон мајстор (9 еп. 1968)           |
| Одсек за камеру и расвету | Славко Алексијевић  | пратилац камере (9 еп. 1968)       |
| Одсек за камеру и расвету | Јован Чедић         | вођа расвете (9 еп. 1968)          |
| Одсек за камеру и расвету | Милоје Лазић        | пратилац камере (9 еп. 1968)       |
| Одсек за камеру и расвету | Чедомир Станковић   | сниматељ (9 еп. 1968)              |
| Одсек за монтажу          | Павле Марковић      | видео миксер (9 еп. 1968)          |
| Музички одсек             | Мија Алексић        | певач: насловна песма (9 еп. 1968) |
| Остала екипа              | Нада Петернек       | секретар режије (8 еп. 1968)       |